# سیهون شریف
سیهون شریف (به انگلیسی: Sehwan Sharif) یک منطقهٔ مسکونی در پاکستان است که در ناحیه جام‌شورو واقع شده‌است.